# Larry Niven

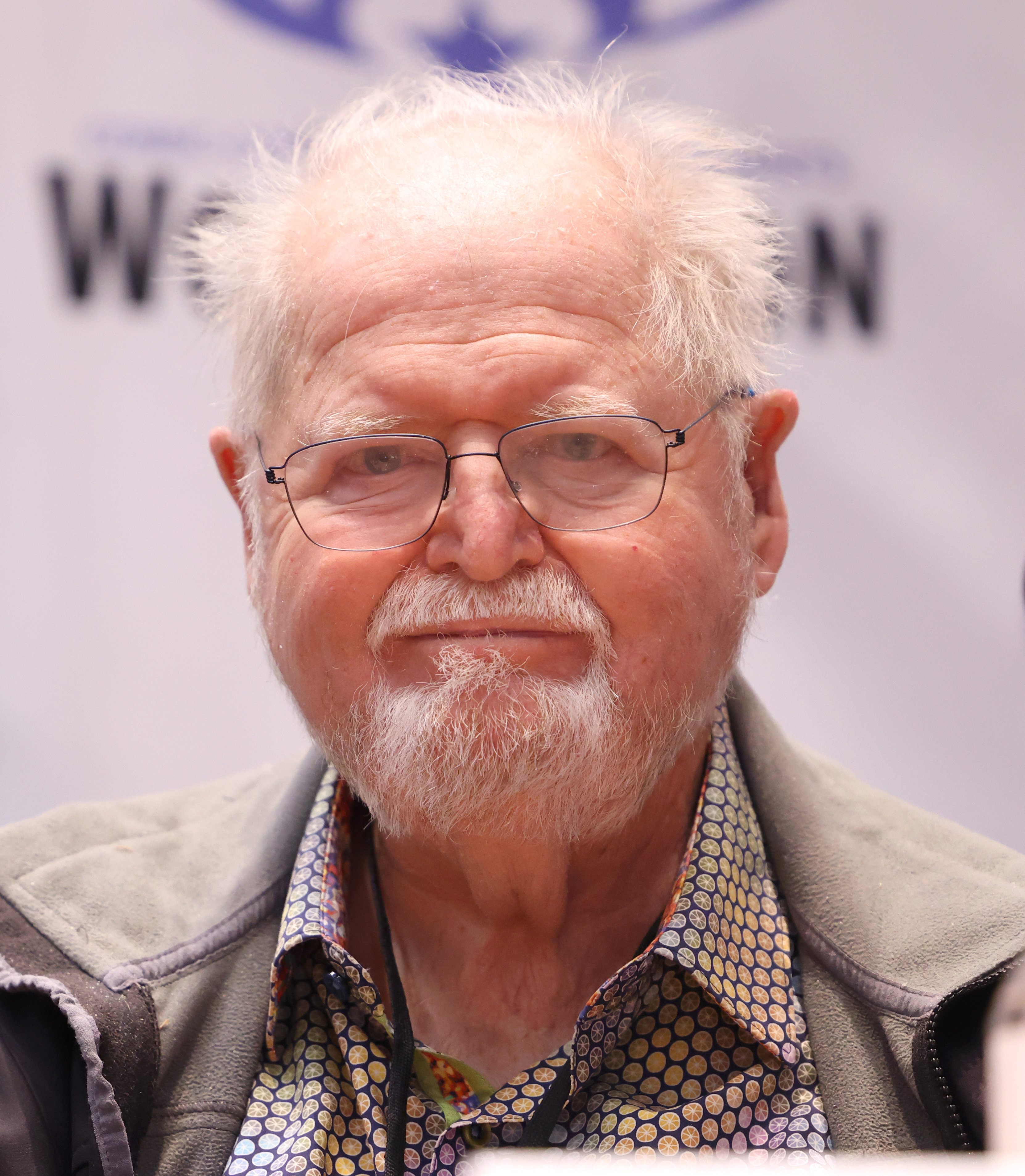
Larry Niven (2025)

Laurence van Cott Niven  (* 30. April 1938 in Los Angeles) ist ein US-amerikanischer Science-Fiction-Schriftsteller. Bekannt wurde er besonders für seine Romanzyklen Ringwelt und Die Kzin-Kriege.

## Leben
Nivens Eltern waren der Anwalt Waldemar Van Cott Niven und Lucy Estelle, geborene Doheny, Tochter des kalifornischen Öl-Tycoons Edward L. Doheny, der in den Teapot-Dome-Skandal verwickelt war.
Niven besuchte kurz das California Institute of Technology und erhielt einen Bachelor of Arts in Mathematik und einen weiteren in Psychologie an der Washburn University in Topeka im Jahr 1962 und arbeitete anschließend ein Jahr an der University of California in Los Angeles. Seit 1964 ist er hauptberuflicher Schriftsteller und lebt in verschiedenen Vororten von Los Angeles, darunter Chatsworth und Tarzana. Seit dem 6. September 1969 ist er mit Marilyn Jouce Wisowaty verheiratet.

## Werk

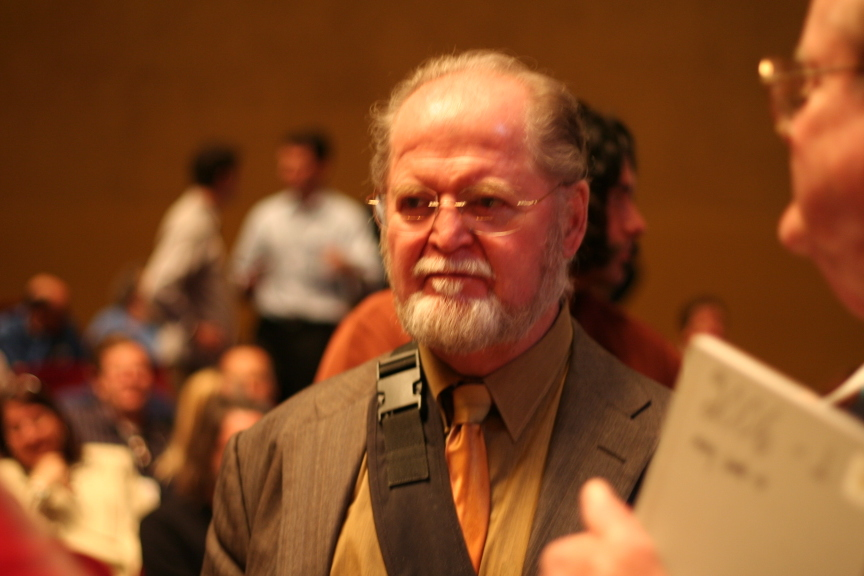
Larry Niven im Jahr 2006 in Stanford

Im Zentrum von Nivens Schaffen stehen Science-Fiction-Werke. Sein populärster Romanzyklus ist die Ringwelt-Trilogie. Da diese, wie auch die meisten seiner anderen Werke, in einem Universum spielen, das ausgesprochen kohärent ist (die Beschreibung reicht in den Romanen von Millionen von Jahren vor Christus bis einige Tausend nach Christus), wurde dieses Universum kurzerhand „Ringwelt-Universum“ genannt, obwohl die Ringwelt keine wirklich zentrale Rolle darin spielt. Etwas älter ist die Bezeichnung „Known Space“, womit die der Menschheit bekannten Welten dieses Zukunftsentwurfs gemeint sind.
Seine Geschichten sind immer Abenteuergeschichten, in denen Larry Niven versucht, seine Leser durch Überraschung zu unterhalten. Das geht im extremsten Fall so weit, dass die Hauptfigur in Ringwelt eine Idee zur Rettung seiner Gruppe den anderen nicht erzählen will, obwohl sie alle bei der Umsetzung mithelfen müssen, nur damit diese Idee als Pointe am Ende des Romans auftreten kann.
Die Hauptfiguren beziehen keine moralische Position, aber sie handeln ethisch. Beispielsweise läuft Beowulf Shaeffer vor dem Unbekannten davon, weil die Situation für ihn gefährlich werden kann, steht jedoch dazu; Luis Wu tötet ohne Gewissensbisse, aber ausschließlich in Notwehr; und Gil der Arm bekämpft den Schwarzmarkt für Organe, aber im Namen einer Gesellschaft, die zum Teil Verkehrsdelikte mit dem Tod bestraft, um an die Organe des Verurteilten zu kommen.
Etwas Anthropozentrismus lässt sich bei seinen Aliens finden. Zwar sind sie relativ facettenreich beschrieben, haben aber meist den Charakter von extremen Menschen. Die Kzin sind besonders aggressiv, die Puppenspieler besonders feige etc.
Immer wiederkehrende Themen sind Unsterblichkeit (oder doch zumindest in die Tausende Jahre verlängertes Leben), die Milchstraße als Seyfertgalaxie und Fremdartigkeit.
In seinem Frühwerk kommen typische Science-Fiction-Elemente aus der Entstehungszeit der Bücher stärker zum Tragen. Marsianer sind primitive Wesen, Telepathie und ähnliche psychische Kräfte spielen häufig eine Rolle. Später werden seine Handlungen, Wesen und Orte zunehmend differenzierter und phantastischer.
Niven wirkte an vielen Gemeinschaftsproduktionen mit, die zum Teil auch im Ringwelt-Universum spielen.
Gemeinsam mit Jerry Pournelle schrieb er unter anderem die Romane Der Splitter im Auge Gottes, Luzifers Hammer und Fußfall. Technisch interessant an Fußfall ist das Konzept des Orion-Triebwerks.

## Auszeichnungen
- 1967: Hugo Award für die Kurzgeschichte Neutron Star
- 1969: Forry Award für das Lebenswerk
- 1971: Hugo Award, Nebula Award und Locus Award für den Roman Ringworld (dt.: Ringwelt)
- 1972: Hugo Award für die Kurzgeschichte Inconstant Moon
- 1972: Ditmar Award für den Roman Ringworld
- 1973: Skylark Award für das Lebenswerk
- 1975: Hugo Award für die Kurzgeschichte The Hole Man
- 1975: Ditmar Award für den Roman Protector
- 1976: Hugo Award für die Erzählung The Borderland of Sol
- 1979: Seiun Award für die Kurzgeschichte Inconstant Moon
- 1979: Seiun Award für den Roman Ringworld
- 1980: Locus Award für die Kurzgeschichten-Sammlung Convergent Series
- 1981: Seiun Award für die Kurzgeschichte A Relic of Empire
- 1985: Locus Award für den Roman The Integral Trees (dt.: Der schwebende Wald)
- 1989: Seiun Award für den Roman Footfall (zusammen mit Jerry Pournelle)
- 1992: Prometheus Award für den Roman Fallen Angels (zusammen mit Jerry Pournelle und Michael Flynn)
- 1998: Seiun Award für den Roman Fallen Angels (zusammen mit Jerry Pournelle und Michael Flynn)
- 2001: Locus Award für die Kurzgeschichte The Missing Mass
- 2005: Robert A. Heinlein Award (zusammen mit Jerry Pournelle)[1]
- 2006: Writers of the Future für das Lebenswerk
- 2015: SFWA Grand Master Award für das Lebenswerk

## Bibliografie

### Serien und Zyklen
Die Serien sind nach dem Erscheinungsjahr des ersten Teils geordnet.
Ringwelt-Zyklus
- The World of Ptavvs (1968)
  - Deutsch: Die Welt der Ptavv, auch: Kinder der Ringwelt, auch: Das Doppelhirn. 1977, ISBN 3-404-24279-3.
- A gift from Earth (1968)
  - Deutsch: Ein Geschenk der Erde, auch: Kinder der Ringwelt, auch: Planet der Verlorenen. 1977, ISBN 3-404-24284-X.
- Ringworld (1970)
  - Deutsch: Ringwelt. 1972, ISBN 3-404-24238-6.
- Protector (1973)
  - Deutsch: Der Baum des Lebens, auch: Brennans Legende. 1975, ISBN 3-404-24258-0.
- Planetenträume. 1994, ISBN 3-404-21209-6 (Sammelband).
- A World out of time (1977)
  - Deutsch: Wie die Zeit vergeht. 1983, ISBN 3-404-22055-2.
- The Patchwork Girl (1980)
  - Deutsch: Ein Mord auf dem Mond. 1983, ISBN 3-404-23028-0.
- The Ringworld Engineers (1980)
  - Deutsch: Die Ringwelt Ingenieure. 1982, ISBN 3-404-24239-4.
- The Ringworld-Throne (1987)
  - Deutsch: Ringwelt-Thron. 1998, ISBN 3-404-24236-X.
- Ringworld's Children (2004)
  - Deutsch: Hüter der Ringwelt. 2006, ISBN 3-404-24352-8.

Der Splitter-Zyklus
(mit Jerry Pournelle)
- The Mote in God's Eye (1974)
  - Deutsch: Der Splitter im Auge Gottes. 1977, ISBN 3-453-21532-X, auch: Extraterrestrial: Die Ankunft. 2017, ISBN 978-3-945493-98-4.
- The Gripping Hand auch: The Moat Around Murcheson’s Eye (1993)
  - Deutsch: Der Ring um das Auge Gottes. 2002, ISBN 3-453-07950-7.

Inferno
(mit Jerry Pournelle)
- Inferno (1976)
  - Deutsch: Das zweite Inferno. 1979, ISBN 3-404-01105-8.
- Escape from Hell (2009)

Magic Goes Away
- The Magic Goes Away (1978)
  - Deutsch: Wenn der Zauber vergeht. 1981, ISBN 3-404-20035-7.
- The Magic May Return (1981)
- More Magic (1984)

Dream Park (mit Steven Barnes)
- Dreampark (1981)
  - Deutsch: Traumpark. 1984, ISBN 3-404-22072-2.
- The Barsoom Project (1989)
  - Deutsch: Das Mars-Project. 1991, ISBN 3-404-24146-0.
- The California Voodoo Game (1992)
  - Deutsch: Das Voodoo-Spiel. 1993, ISBN 3-404-24165-7.
- The Moon Maze Game (2011)

Known Space
- The Integral Trees (1983)
  - Deutsch: Der schwebende Wald. 1985, ISBN 3-404-22082-X.
- The Smoke Ring (1987)
  - Deutsch: Welt in den Lüften. 1989, ISBN 3-404-24121-5.
- Fleet of Worlds (2007)
  - Deutsch: Die Flotte der Puppenspieler. 2008, ISBN 3-404-24373-0.
- Juggler of Worlds (2008)
  - Deutsch: Weltenwandler. 2008, ISBN 978-3-404-24376-1.
- Destroyer of Worlds (2009)
  - Deutsch: Der Krieg der Puppenspieler. 2011, ISBN 3-404-24398-6.
- Betrayer of Worlds (2010)
  - Deutsch: Verrat der Welten. 2012, ISBN 3-404-20654-1.
- Fate of Worlds (2012)
  - Deutsch: Das Schicksal der Ringwelt. 2014, ISBN 3-404-20762-9.

Heorot
- The Legacy of Heorot (1987)
  - Deutsch: Heorots Vermächtnis auch: Der Held von Avalon. 1989, ISBN 3-404-24306-4.
- Beowulf's Children auch: The Dragons of Heorot (1995)
  - Deutsch: Beowulfs Kinder. 1999, ISBN 3-404-24223-8.
- Destiny’s Road (1997)
  - Deutsch: Die Straße. 1999, ISBN 3-404-24260-2.

Kzin-Krieg-Zyklus
- The Man-Kzin Wars (1988)
  - Deutsch: Katzenhaus. 1998, ISBN 3-404-24244-0.
- The Man-Kzin Wars II (1989)
  - Deutsch: Neandertal. 1999, ISBN 3-404-24251-3.
- The Man-Kzin Wars III (1990)
  - Deutsch: Höllenfeuer. 1999, ISBN 3-404-24254-8.
- The Man-Kzin Wars IV (1991)
  - Deutsch: Der Überlebende. 1999, ISBN 3-404-24265-3.
- The Man-Kzin Wars V (1992)
  - Deutsch: Katzenmusik. 2000, ISBN 3-404-24269-6.
- The Man-Kzin Wars VI (1994)
  - Deutsch: Die trojanische Katze. 2000, ISBN 3-404-24272-6.
- The Man-Kzin Wars VII (1995)
  - Deutsch: Outsider. 2000, ISBN 3-404-24277-7.
- The Man-Kzin Wars VIII (1998)
  - Deutsch: Katz und Maus. 2001, ISBN 3-404-24288-2.
- The Man-Kzin Wars IX (2002)
  - Deutsch: Katzenkrallen. 2003, ISBN 3-404-24316-1.
- The Man-Kzin Wars X: The Wunder War (2005, mit Hal Colebatch)
- The Man-Kzin Wars XI: Man-Kzin Wars (2005)
- The Man-Kzin Wars XII (2009, mit Hal Colebatch)

Golden Road
(mit Jerry Pournelle)
- The Burning City (2000)
  - Deutsch: Stadt des Feuers. 2001, ISBN 3-453-18801-2.
- The Burning Tower (2005)

### Einzelromane
- The Flying Sorcerers (1971)
  - Deutsch: Die fliegenden Zauberer. 1976, ISBN 3-453-12819-2.
- Lucifer's Hammer (1977)
  - Deutsch: Luzifers Hammer. 1980, ISBN 3-453-30620-1.
- Oath of Fealty (1981)
  - Deutsch: Todos Santos. 1984, ISBN 3-453-31036-5.
- The Descent of Anansi (1982)
  - Deutsch: Die Landung der Anansi. 1986, ISBN 3-404-24079-0.
- The Time of the Warlock (1984)
- Footfall (1985)
  - Deutsch: Fußfall. Auch: Saturn minus Sechs. 1990, ISBN 3-453-04293-X.
- Fallen Angels (1991)
  - Deutsch: Gefallene Engel. 1998, ISBN 3-453-13317-X.
- Achilles' Choice (1991)
  - Deutsch: Die Wahl des Achill. 1992, ISBN 3-404-24157-6.
- Rammer (1997)
- Rainbow Mars (1999)
  - Deutsch: Rainbow Mars. 2001, ISBN 3-404-24290-4.
- Saturn's Race (2000, mit Steven Barnes)
- Building Harlequin's Moon (2005)
  - Deutsch: Harlekins Mond. 2007, ISBN 3-404-24366-8.
- Bowl of Heaven (2012)
  - Deutsch: Himmelsjäger. 2013, ISBN 978-3-453-31493-1.
- The Goliath Stone (2013, mit Matthew Joseph Harrington)
- Shipstar (2014)
  - Deutsch: Sternenflüge. 2014, ISBN 978-3-453-31581-5.

### Kurzgeschichtensammlungen
- Neutron Star (1968)
  - Deutsch: Neutron Star. 1976, ISBN 3-442-23223-6.
- The Shape of Space (1969)
  - Deutsch: Letztes Signal von Alpha Centauri. 1976, ISBN 3-442-23221-X.
- All the Myriad Way (1971)
  - Deutsch: Myriaden. 1973, ISBN 3-404-00177-X.
- Inconstant Moon (1973)
- The Flight of the Horse (1973)
  - Deutsch: Der Flug des Pferdes. 1981, ISBN 3-453-30719-4.
- A Hole in Space (1974)
  - Deutsch: Die Lücke im System. 1976, ISBN 3-442-23227-9.
- Tales of Known Space (1975)
  - Deutsch: Geschichten aus dem Ringwelt-Universum auch: Der kälteste Ort. 1985, ISBN 3-404-24281-5.
- The Long Arm of Gil Hamilton (1976)
- Convergent Series (1979)
- Niven’s Laws (1984)
- Limits (1985)
  - Deutsch: Geschichten aus der Raumhafen-Bar. 1988, ISBN 3-404-23075-2.
- Three Books of Known Space (1989)
- N-Space (1990)
- Playgrounds of the Mind (1991)
- Crashlander (1994)
  - Deutsch: Crashlander. 1999, ISBN 3-404-24262-9.
- Flatlander (1995)
  - Deutsch: Flatlander. 1999, ISBN 3-404-24266-1.
- Scatterbrain (2003)
- Larry Niven Short Stories Volume 1 (2003)
- Larry Niven Short Stories Volume 2 (2003)
- Larry Niven Short Stories Volume 3 (2003)
- The Draco Tavern (2006)
- Stars and Gods (2010)